# Арвада (Колорадо)
Арва́да (англ. Arvada) — город в штате Колорадо (США), имеющий статус самоуправляемой территории (англ. Home rule municipality). Арвада находится в округах Джефферсон и Адамс, расположенных в окрестностях Денвера в агломерации Денвер—Орора—Брумфилд. Центр Арвады, называемый «старым городом» (англ. Olde Town), находится на расстоянии 11 км к северо-западу от Капитолия штата Колорадо в Денвере. По оценке Бюро переписи населения США на 1 июля 2009 года, население Арвады составляло 108 172 человек. Среди городов Колорадо Арвада находится на 8-м месте по количеству жителей.

## История
Ранняя история развития района связана с золотой лихорадкой в Колорадо, которая началась в 1850-х годах. На месте, где сейчас находится Арвада, старателем из Джорджии Льюисом Рэлстоном (англ. Lewis Ralston) 22 июня 1850 года был найден небольшой (6 г.) кусочек золота, что по тогдашним ценам соответствовало пяти долларам. Небольшую речку, у которой было найдено золото, его спутники назвали Рэлстон-Крик. Льюис Рэлстон вернулся на то же место в 1858 году. Россыпи золота скоро иссякли, но другие месторождения были найдены в горах на западе. Тем не менее, некоторые старатели решили обосноваться на этом месте, организовали фермерские хозяйства и стали выращивать зерновые культуры, которые пользовались спросом у других золотоискателей. После того как 28 февраля 1861 года была образована Территория Колорадо, население района стало быстро расти, что привело к расширению фермерских хозяйств.

Расположение Арвады в округе Джефферсон, а также округа Джефферсон в штате Колорадо

В 1870 году местная компания Colorado Central Railroad проложила через эти земли железнодорожные пути. 1 декабря 1870 года Бенджамин Ф. Уодсворт (Benjamin F. Wadsworth) и Луис А. Рино (Louis A. Reno) обозначили на карте населённый пункт Рэлстон Пойнт (англ. Ralston Point), расположенный у железной дороги. Чтобы избежать путаницы с названиями других населённых пунктов, расположенных вдоль Рэлстон-Крик, Рэлстон Пойнт был вскоре переименован в Арваду. История этого названия такова: Бенджамин Уодсворт попросил свою жену Мэри Энн придумать имя для города, и она предложила среднее имя мужа своей сестры, которого звали Хирам Арвада Хэскин (англ. Hiram Arvada Haskin) — как оказалось, его мать взяла это имя из аннотированной Библии Скоуфилда, где оно обозначало остров Арвад у побережья Сирии.
Бенджамин Уодсворт стал первым почтмейстером Арвады. Колорадо был провозглашён штатом США 1 августа 1876 года, а 14 августа 1904 года Арвада получила статус города. В связи с высоким уровнем развития сельского хозяйства, Арваду неофициально называли «Сельдерейной столицей мира» (англ. Celery Capital of the World).
Используя свою близость к Денверу, Арвада быстро росла и развивалась, особенно во второй половине 20-го века. Городской статус Арвады также повышался: она стала «статутным городом» (англ. Statutory City) 31 октября 1951 года, и получила статус «самоуправляемой территории» (англ. Home rule municipality) 23 июля 1963 года. К концу 20-го века население Арвады превысило 100-тысячный рубеж.

## Администрация города
Город Арвада является самоуправляемой территорией (англ. Home rule municipality). Структура управления включает в себя Совет города, который назначает городского менеджера. В Совет города (англ. Arvada City Council) входят мэр и 6 членов совета — четыре избираются по округам, а два от всех избирателей города.
Мэром Арвады с 2011 года является Марк Уильямс (англ. Marc Williams).
Городским менеджером с 2011 года является Марк Девен (англ. Mark Deven).

## География и климат
Арвада расположена на 39°49′12″ с. ш. 105°06′40″ з. д.. Высота центра города 1662 м. Согласно Бюро переписи населения США, общая площадь города составляет 85.1 км², включая 84.6 км² суши и 0.5 км² водной поверхности.
Самая высокая температура 39 °C была зарегистрирована в июне-июле 1990 года, а самая низкая температура −31 °C была зарегистрирована в декабре 1990 года.
| Климатограмма Арвады                                        | Климатограмма Арвады | Климатограмма Арвады | Климатограмма Арвады | Климатограмма Арвады | Климатограмма Арвады | Климатограмма Арвады | Климатограмма Арвады | Климатограмма Арвады | Климатограмма Арвады | Климатограмма Арвады | Климатограмма Арвады |
| ----------------------------------------------------------- | -------------------- | -------------------- | -------------------- | -------------------- | -------------------- | -------------------- | -------------------- | -------------------- | -------------------- | -------------------- | -------------------- |
| Я                                                           | Ф                    | М                    | А                    | М                    | И                    | И                    | А                    | С                    | О                    | Н                    | Д                    |
| 16.0 8 −9                                                   | 16.3 10 −7           | 46.5 13 −4           | 57.2 17 0            | 66.0 22 5            | 52.1 28 9            | 45.2 31 13           | 47.5 30 11           | 29.5 26 7            | 33.5 20 1            | 30.0 12 −5           | 21.8 9 −8            |
| Температура в °C • Сумма осадков в мм Источник: Weather.com |                      |                      |                      |                      |                      |                      |                      |                      |                      |                      |                      |

## Транспорт
- Автомобильное сообщение

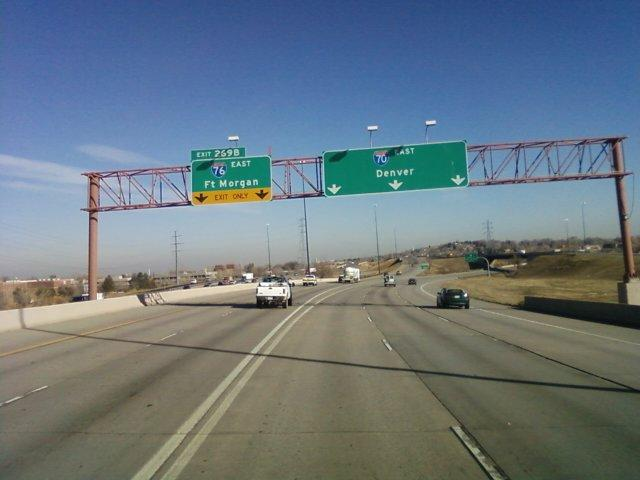
Место на юге Арвады, где I-76 отходит от I-70

  - Основные автомобильные дороги, пересекающие Арваду:
    -  межштатная автомагистраль I-70 (англ. Interstate 70) проходит вдоль южной границы Арвады с востока на запад, заходя на территорию Арвады только в месте пересечения с I-76 и CO-121
    -  межштатная автомагистраль I-76 (англ. Interstate 76) отходит от I-70 в северо-восточном направлении, так что западный конец I-76 находится в Арваде
    -  State Highway CO-121 проходит через Арваду с севера на юг, пересекая I-70 в месте, где от неё отделяется I-76
    -  State Highway CO-72 проходит через западную часть Арвады с севера на юг
    -  State Highway CO-95 проходит через восточную часть Арвады с севера на юг

  - Основные автомобильные дороги, проходящие вблизи Арвады:
    -  межштатная автомагистраль I-25 (англ. Interstate 25) проходит с севера на юг примерно на 5 км восточнее границы Арвады
    -  U.S. Highway 287 проходит с севера на юг примерно на 1.5 км восточнее границы Арвады
    -  U.S. Highway 36 проходит через Вестминстер с северо-запада на юго-восток, почти касаясь северо-восточной оконечности Арвады
- Железнодорожное сообщение
  - Поезд Amtrak California Zephyr[8] проходит через Арваду — каждое утро в западном направлении и каждый вечер в восточном направлении. Этот маршрут, проходящий через живописные места Скалистых гор, очень популярен в США. Ближайшая к Арваде пассажирская станция называется Денвер Юнион (англ. Denver Union Station).
- Местный общественный транспорт
  - Денверский «Региональный транспортный округ» (англ. Regional Transportation District (RTD)) имеет 7 местных автобусных маршрутов, 1 региональный маршрут и 4 маршрута автобусов-экспрессов[9], обслуживающих Арваду. К 2015 году в Арваду из Денвера планируется провести линию скоростного трамвая[10].
- Воздушное сообщение:
  - Арвада обслуживается Международным аэропортом Денвера, а также близлежащим Rocky Mountain Metropolitan Airport в Брумфилде.

## Население
Согласно переписи населения 2000 года, в Армаде проживали 102 153 человек, включая 39 109 домашних хозяйств и 27 742 семей, проживающих в городе. Плотность населения была 1207,6 человек на км².
Расовый состав:
- 91,04 % белых (включая 9,82 % латиноамериканцев)
- 0,66 % афроамериканцев
- 0,65 % коренных американцев
- 2,17 % азиатов
- 0,07 % выходцев с тихоокеанских островов
- 3,08 % других рас
- 2,34 % принадлежащих к двум или более расам

Возрастное распределение: 26,2 % младше 18 лет, 7,8 % от 18 до 24, 30,4 % от 25 до 44, 24,9 % от 45 до 64, и 10,7 % возраста 65 лет и старше. Средний возраст — 37 лет. На каждые 100 женщин было 96.0 мужчин (для возраста с 18 лет и старше — 92.9 мужчин на 100 женщин).
Среднегодовой доход на домашнее хозяйство в городе был 55 541 долларов США, а среднегодовой доход семьи — 63 273 долларов США. Среднегодовой доход у мужчин был 42 126 долларов, а у женщин — 30 802 долларов. Среднегодовой доход на душу населения был 24 679 долларов. Примерно 3,5 % семей и 5,2 % населения были ниже официального уровня бедности, включая 6,4 % тех, кому менее 18 лет, и 6,1 % тех, кому было 65 или более лет.

## Экономика
Главным образом, жители Арвады работают в близлежащих городах Денвер и Боулдер. Главные торговые центры расположены вдоль бульвара Уодсворт (англ. Wadsworth Boulevard, CO-121), 52-й Авеню (англ. 52nd Avenue) и улицы Рэлстон (англ. Ralston Road).

## Города-побратимы
- Мехелен, Бельгия
- Кзылорда, Казахстан
- Цзиньчжоу, Китай
- Екатеринбург, Россия

## Известные жители Арвады
- Клайв Касслер (англ. Clive Cussler, р. 1931) — писатель, автор детективных и приключенческих романов
- Карл Роув (англ. Karl Rove, р. 1950) — политик, занимавший пост старшего советника и заместителя главы администрации в аппарате президента США (в 2005—2007 гг.)
- Джон Чарльз Вивиан (англ. John Charles Vivian, 1889—1964) — 30-й губернатор штата Колорадо (в 1943—1947 гг.)
- Бейб Дидриксон Захариас (англ. Mildred Ella "Babe" Didrikson Zaharias, 1911—1956) — спортсменка, завоевала две золотые и одну серебряную медаль в лёгкой атлетике на Олимпийских играх 1932 года, впоследствии профессиональный игрок в гольф
- Участники денверской рок-группы The Fray:
  - Джо Кинг (англ. Joe King, р. 1980)
  - Айзек Слэйд (англ. Isaac Slade, р. 1981)
  - Бен Высоцки (англ. Ben Wysocki, р. 1984)
  - Дэйв Уэлш (англ. Dave Welsh, р. 1984)
- Линдси Брюэр — модель и автогонщица